# Lanesboro (Iowa)
Lanesboro es una ciudad ubicada en el condado de Carroll en el estado estadounidense de Iowa. En el Censo de 2010 tenía una población de 121 habitantes y una densidad poblacional de 62,04 personas por km².

## Geografía
Lanesboro se encuentra ubicada en las coordenadas 42°10′58″N 94°41′23″O / 42.18278, -94.68972. Según la Oficina del Censo de los Estados Unidos, Lanesboro tiene una superficie total de 1.95 km², de la cual 1.92 km² corresponden a tierra firme y (1.33%) 0.03 km² es agua.

## Demografía
Según el censo de 2010, había 121 personas residiendo en Lanesboro. La densidad de población era de 62,04 hab./km². De los 121 habitantes, Lanesboro estaba compuesto por el 95.87% blancos, el 0.83% eran afroamericanos, el 0% eran amerindios, el 0.83% eran asiáticos, el 0% eran isleños del Pacífico, el 0% eran de otras razas y el 2.48% pertenecían a dos o más razas. Del total de la población el 3.31% eran hispanos o latinos de cualquier raza.